# Marc Gené i Guerrero
Marc Gené i Guerrero   (Sabadell, 29 de març de 1974) és un pilot d'automobilisme català. És germà del també pilot Jordi Gené.

## Trajectòria
Va guanyar-se un lloc a la màxima categoria del món del motor després de guanyar el Campionat Formula Open Nissan de l'any 1998 aconseguint així una prova per al modest equip de F1 Minardi. En aquesta prova els responsables de l'equip Italia van quedar impressionats i, posteriorment, gràcies al suport de Telefònica, va aconseguir seient oficial per aquest equip.

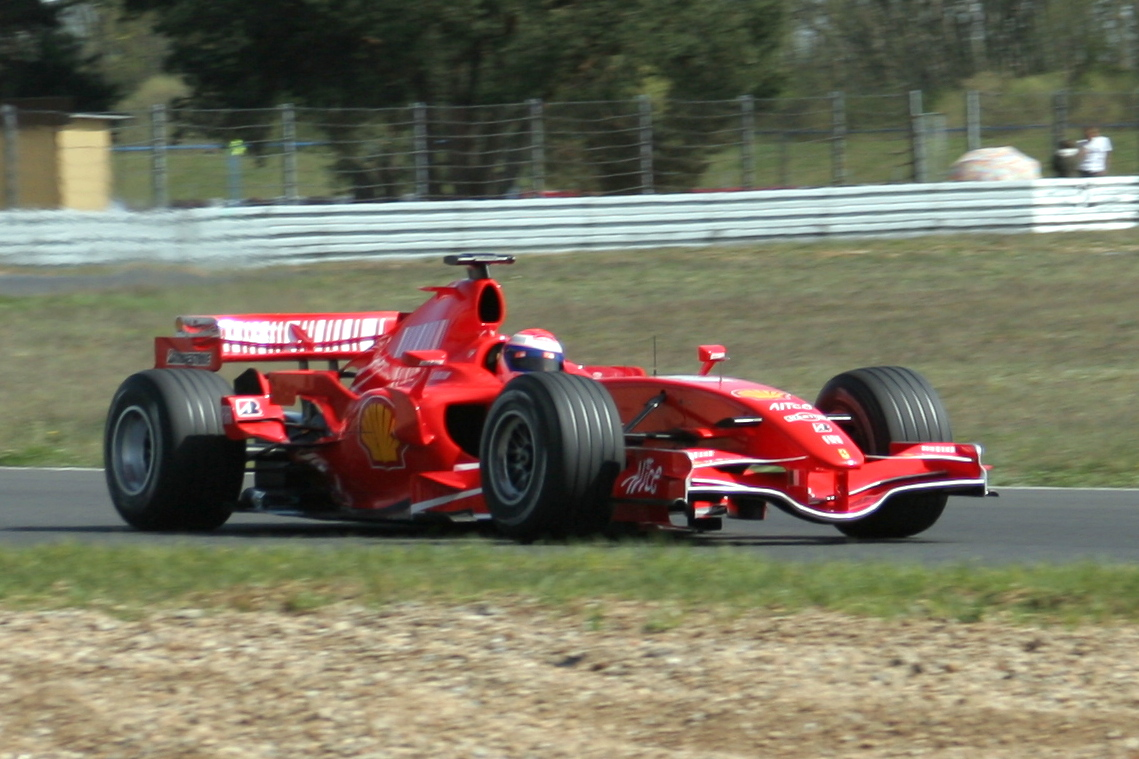
Gené provant un Ferrari el 2007

L'any 1999 va debutar a la Fórmula 1, aconseguint un punt al Gran Premi d'Europa després d'aconseguir la sisena posició. Posteriorment va ser nomenat "Millor debutant de l'any 1999".
Posteriorment, l'any 2001 va passar a formar part de l'escuderia Williams com a pílot provador on va romandre fins a l'any 2004. Durant aquest període va disputar una cursa substituint al lesionat Ralf Schumacher aconseguint una meritòria cinquena posició. L'any 2004 va substituir de nou per dues ocasions a Ralf Schumacher.
A finals del 2004 va fitxar com a pilot provador de Ferrari on ha continuat des de la temporada 2006 fins a l'actualitat.
És de los pocs pilots de Fórmula 1 que a més és llicenciat, concretament en economia, i parla fins a 5 idiomes.
Gené va acabar segon als 1.000 Quilòmetres de Nürburgring del 2007, fent parella amb Nicolas Minassian.
El 2008 va participar en les 24 hores de Le Mans conduint un Peugeot. Tot i dominar la cursa durant set hores seguides, l'equip de Marc Gené (amb la companyia de Jacques Villeneuve i Nicolas Minassian) va arribar el segon, per darrere de l'equip Audi.
El 2009 va tornar a Le Mans amb l'equip Peugeot per tercer cop i va aconseguir la victòria formant equip amb Alex Wurz i David Brabham.

## Resultats a la Fórmula 1
(Clau)
| Any  | Escuderia | 1       | 2       | 3       | 4       | 5       | 6       | 7       | 8      | 9      | 10     | 11      | 12     | 13      | 14    | 15     | 16      | 17      | 18  | Equip    | WDC | Punts |
| ---- | --------- | ------- | ------- | ------- | ------- | ------- | ------- | ------- | ------ | ------ | ------ | ------- | ------ | ------- | ----- | ------ | ------- | ------- | --- | -------- | --- | ----- |
| 1999 | Minardi   | AUS Ret | BRA 9   | SMR 9   | MON Ret | ESP Ret | CAN 8   | FRA Ret | GBR 15 | AUT 11 | ALE 9  | HON 17  | BÈL 16 | ITÀ Ret | EUR 6 | MYS 9  | JPN Ret |         |     | Minardi  | 18è | 1     |
| 2000 | Minardi   | AUS 8   | BRA Ret | SMR Ret | GBR 14  | ESP 14  | EUR Ret | MÒN Ret | CAN 16 | FRA 15 | AUT 8  | ALE Ret | HON 15 | BÈL 14  | ITÀ 9 | USA 12 | JPN Ret | MYS Ret |     | Minardi  | 19è | 0     |
| 2003 | Williams  | AUS     | MYS     | BRA     | SMR     | ESP     | AUT     | MÒN     | CAN    | EUR    | FRA    | GBR     | ALE    | HON     | ITÀ 5 | USA    | JPN     |         |     | Williams | 17è | 4     |
| 2004 | Williams  | AUS     | MYS     | BAH     | SMR     | ESP     | MÒN     | EUR     | CAN    | USA    | FRA 10 | GBR 12  | ALE    | HON     | BÈL   | ITÀ    | XIN     | JPN     | BRA | Williams | 23è | 0     |

## Resultats a les 24 hores de Le Mans
| Any  | Cotxe       | Equip              | Companys                               | Resultat     |
| ---- | ----------- | ------------------ | -------------------------------------- | ------------ |
| 2007 | Peugeot 908 | Team Peugeot Total | Nicolas Minassian / Jacques Villeneuve | Abandonament |
| 2008 | Peugeot 908 | Team Peugeot Total | Nicolas Minassian / Jacques Villeneuve | 2n           |
| 2009 | Peugeot 908 | Team Peugeot Total | David Brabham / Alexander Wurz         | Guanyador    |